# Gadot
Pour les articles homonymes, voir Gadot (homonymie).
Gadot (en hébreu : גָּדוֹת) est un kibboutz du nord est d'Israël.